# Voûtain au-dessus de Salmon, Booz et Jobed

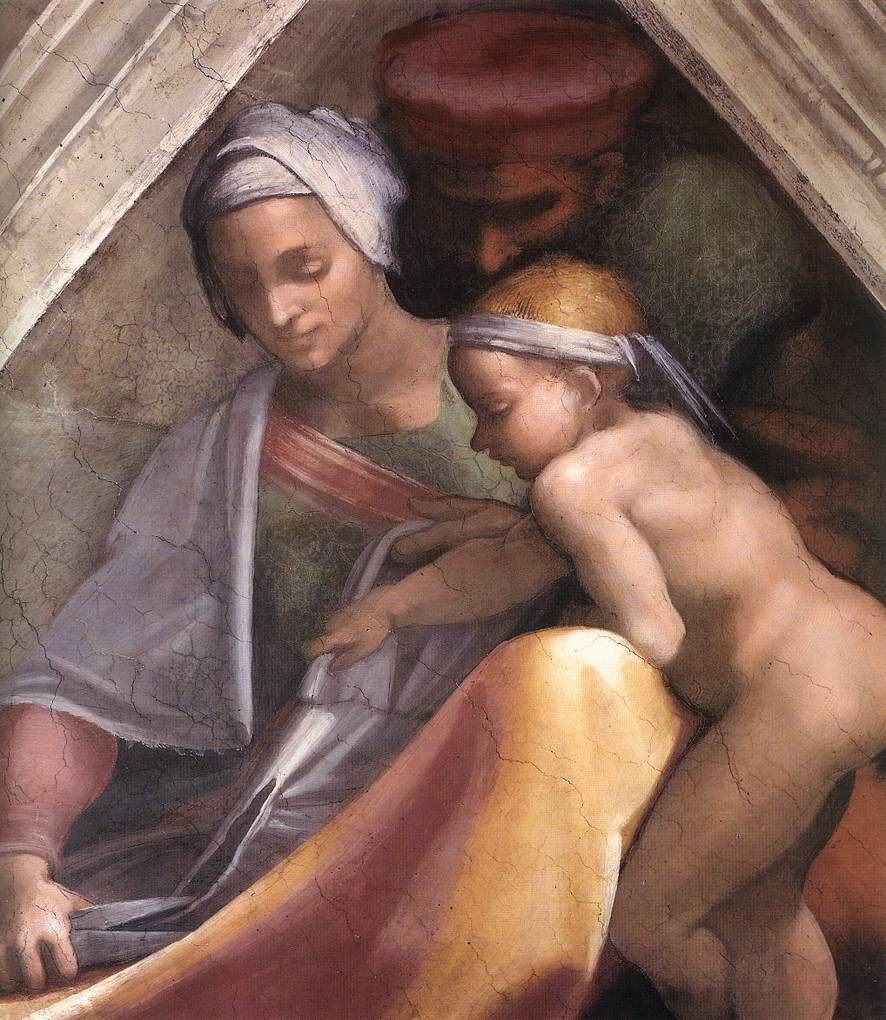
Détail.

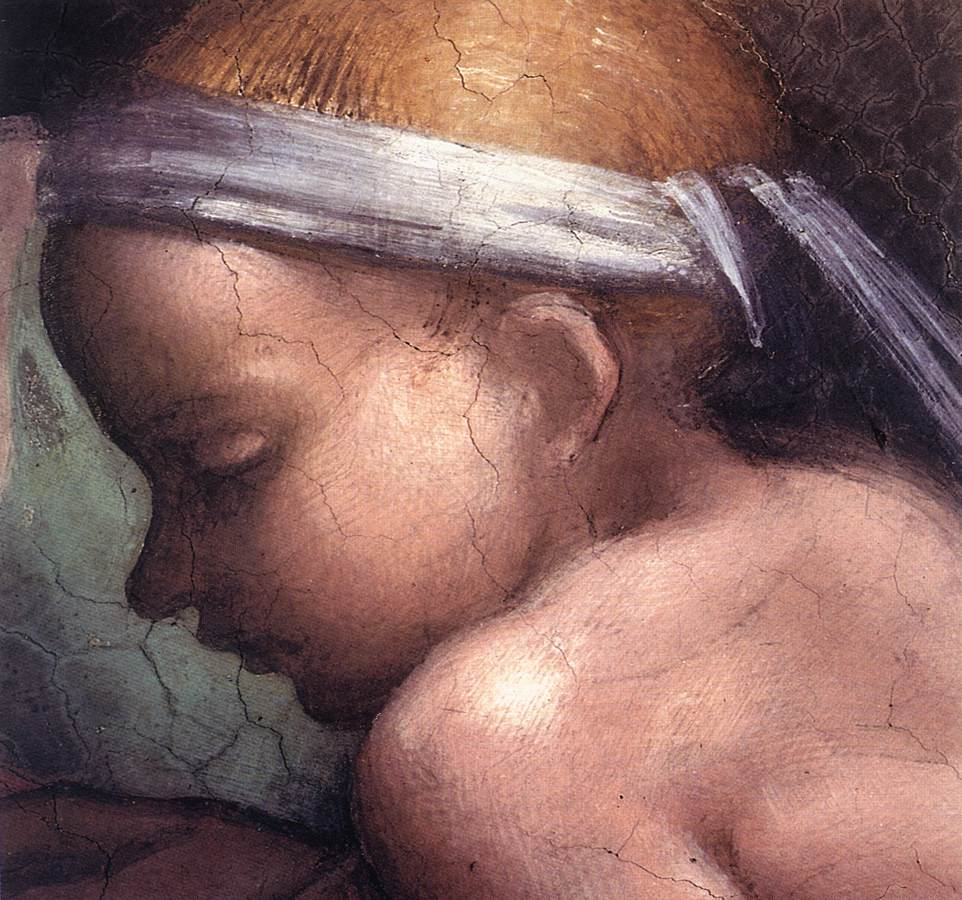
Détail.

Le voûtain au-dessus de Salmon, Booz et Jobed a été peint à fresque par Michel-Ange vers 1511-1512 et fait partie de la décoration du Plafond de la chapelle Sixtine dans les musées du Vatican à Rome, commandé par Jules II.

## Histoire
Les voûtains, comme les lunettes en-dessous, contiennent la série des Ancêtres du Christ, et leur sont étroitement liés d'un point de vue iconologique, bien qu'ils soient très différents du point de vue iconographique et du point de vue du style et de la forme. Ce sont des espaces triangulaires concaves, que l'artiste a remplis de groupes familiaux sur fond sombre (contrairement aux fonds clairs des lunettes) et avec des positions différentes, assis au sol plutôt que sur des marches, pour s'adapter à la forme de l'espace à peindre. L'identification des sujets, tirée de la généalogie du Christ dans l'Évangile de Matthieu, est basée sur les noms inscrits sur les cartouches au centre des lunettes en-dessous. Les lunettes surmontées d'un voûtain ont généralement trois noms au lieu de deux. Il n'y a pas accord entre les savants sur les noms des différents groupes représentés : Michel-Ange n'a utilisé aucun attribut iconographique et ne recherchait peut-être même pas une identification directe et incontestable, se concentrant plutôt sur la représentation de divers types humains et attitudes.
Les espaces triangulaires au-dessus de chaque voûtain sont remplis des dits nus de bronze, des figures monochromes simulant le bronze, placées dans des positions symétriques devant des fonds sombres et violacés, séparés par un crâne de bélier duquel pendent des rubans dorés
Les voûtains ont été réalisées, comme le reste des fresques de la voûte, en deux phases, à partir du mur du fond, en face de l'autel. Les derniers épisodes d'un point de vue chronologique des histoires racontées ont donc été les premiers à être peints. À l'été 1511, la première moitié de la chapelle devait être achevée, nécessitant le démontage de l'échafaudage et sa reconstruction dans l'autre moitié. La deuxième phase, qui a débuté en octobre 1511, s'est terminée un an plus tard, juste à temps pour le dévoilement de l'œuvre la veille de la Toussaint 1512.
Le voûtain au-dessus de Salmon, Booz et Jobed fut donc l’un des derniers à être peint.

## Description et style
Booz et Obed ont été identifiés dans la lunette en-dessous, donc Salmon devrait être représenté dans le voûtain, probablement enfant avec son père et sa mère.
Le groupe est parfaitement inséré dans l’espace triangulaire, avec un entrelacement de gestes et de regards. Tout le monde semble concentré sur l’activité de la mère, qui coupe un tissu tenu par l’enfant et une main, peut-être de la femme ou peut-être de son mari.
Ils semblent être assis devant un bâtiment, et émergent plus ou moins éclairés en fonction de leur proximité avec le premier plan. Les jambes de la femme, par exemple, sont recouvertes d’un manteau d’un jaune vif, qui devient blanc dans les endroits les plus illuminés, aux genoux. Le mari, d’autre part, avec un chapeau violet et une cape vert foncé, émerge juste de la faible lumière.

## Nus de bronze
Les deux « nus de bronze » sont insérés dans les espaces triangulaires comme s’ils grimpaient le long du cadre pour jeter un coup d’œil à quelque chose près de la tête centrale du bélier. Ils sont symétriques, fabriqués à partir du même carton renversé, et donnent le dos du spectateur, montrant leur nuque. Leurs jambes sont pliées, avec quelques différences brisant un motif trop rigide : par exemple, celui de droite a la jambe au premier plan dans une position légèrement différente.